# Großdorf (Gemeinde Kals am Großglockner)

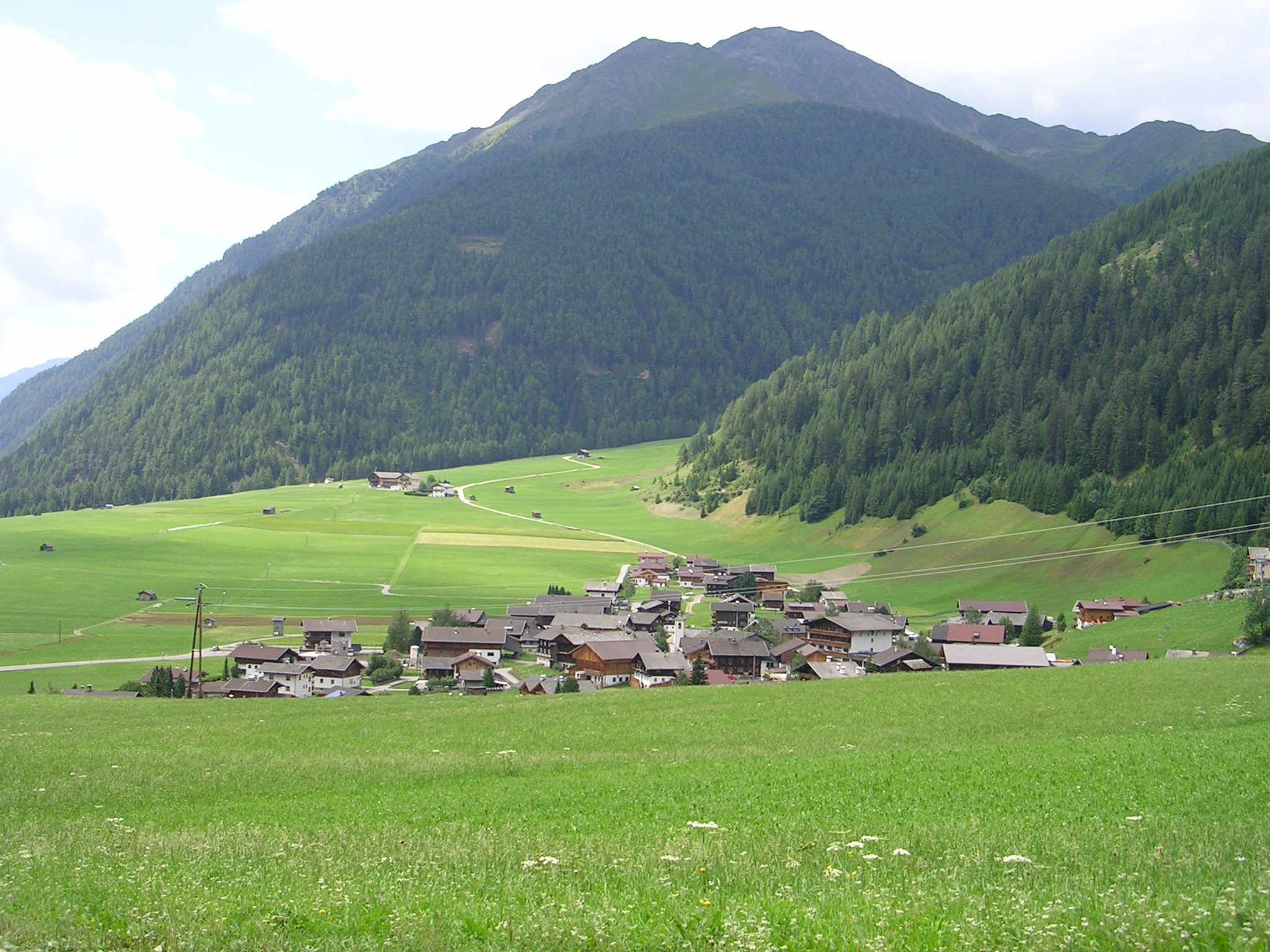
Blick auf Großdorf oberhalb der Fraktion Burg

Großdorf ist ein Ort (Fraktion) der Gemeinde Kals am Großglockner. Die Ortschaft am Kalserbach hat 247 Einwohner (Stand 1. Jänner 2024). 

## Geographie
Großdorf liegt in einer Höhe von 1364 m ü. A. rechtsseitig des Kalserbaches im weiten Talkessel des Kalser Tals. Die Ortschaft liegt dabei zwischen den Fraktionen Ködnitz und Burg. Großdorf besteht aus 77 Häusern (2004). 

## Geschichte

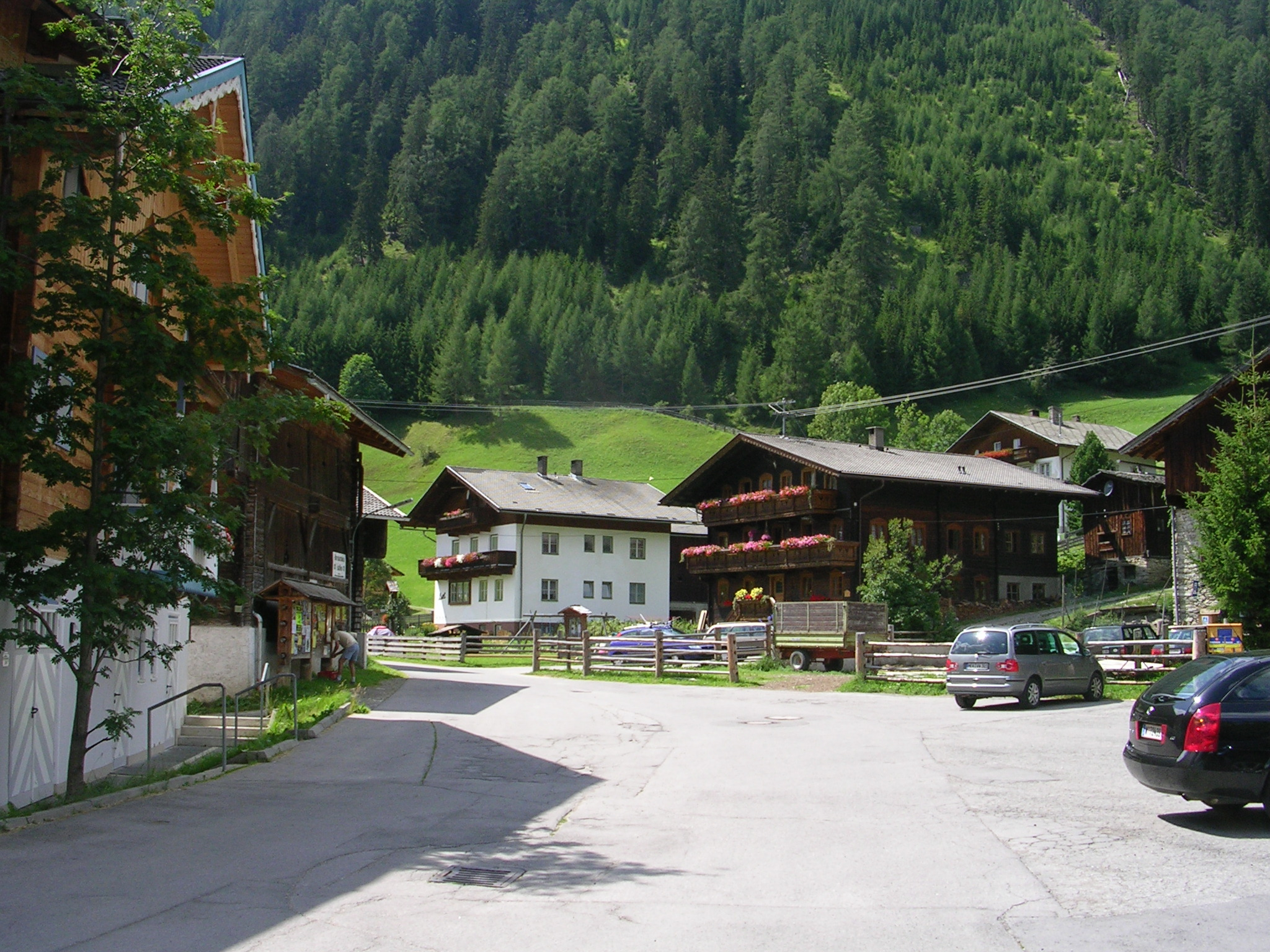
Das Zentrum von Großdorf

Die Ursprünge des Siedlungsnamens von Großdorf entstammen der romanischen Sprache. Der Hofname Figer, urkundlich bereits 1307 als Zefig genannt entstammt dem romanischen sub vico („unter dem Dorf“) und weist darauf hin, dass Großdorf ursprünglich Fig (romanisch vicus, „Dorf“) genannt wurde. Die Bezeichnung Großdorf ist hingegen relativ jung. Ursprünglich dürfte Großdorf wohl einfach nur Dorf genannt worden sein, da der ehemalige Gemeindebesitz von Kals-Großdorf als Dorfer Alm (amtlich Dorfer Tal) bezeichnet wird.
Großdorf war bereits im Mittelalter das bevölkerungsreichste Dorf und verfügte über die bedeutendsten landwirtschaftlichen Gebiete der Gemeinde. Noch heute zeugen vier erhaltene Stockmühlen von der Bedeutung des Getreideanbaues. Des Weiteren bestand das Dorf aus vier der neun Rotten der Gemeinde. Dies waren die Bergerrotte mit der Petronillakapelle, die Gollerrotte, die Taurerrotte und die Praderrotte. 1754 bestand die Bergerrotte aus 16 Wohnhäusern (164 Personen), die Gollerrotte aus 15 Wohnhäusern (132 Personen), die Taurerrotte aus 15 Wohnhäusern (153 Personen) und die Pacherrotte aus 16 Wohnhäusern (137 Personen).
Großdorf ist heute der Ausgangspunkt für den Skitourismus der Gemeinde. Bereits 1963 wurde ein erster Lift gebaut, ein weiterer Ausbau erfolgte 1996/97. Die durch den Tourismus ausgelöste Bautätigkeit veränderte das Ortsbild nachhaltig. Dennoch überwiegt im Dorf noch die historische Bausubstanz.

## Sehenswürdigkeiten

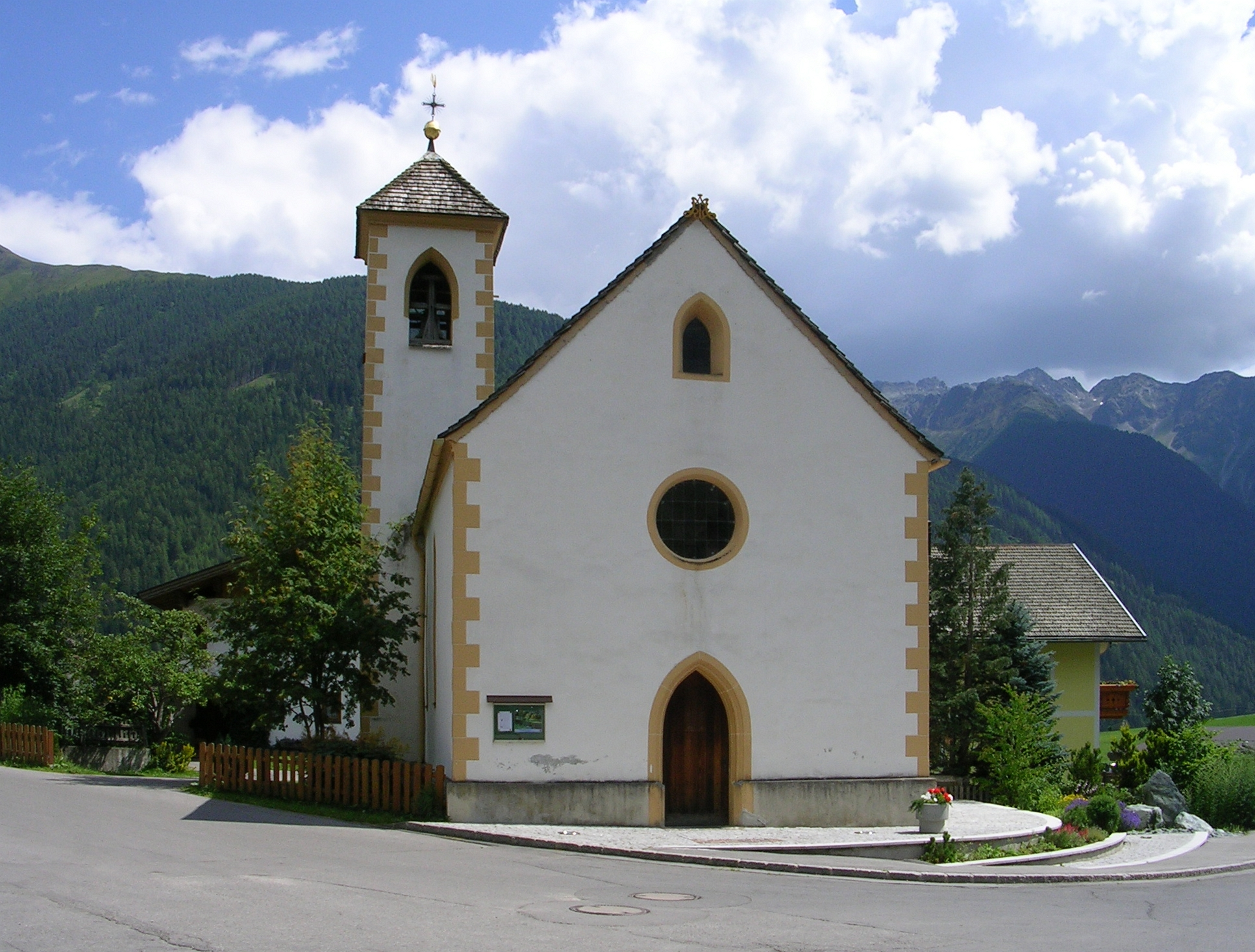
Petronillakapelle in Großdorf

Die Petronillakapelle ist eine 1875 geweihte Barockkapelle, die 1898 neugotisch erweitert wurde. Des Weiteren wurde ein Turm mit Mehrglockengeläute errichtet. Die Kapelle verfügt über ein dreijochiges Langhaus mit Stichkappengewölbe und Statuen des heiligen Josef, Andreas und Jakobus, die von Einheimischen um die Jahrhundertwende geschaffen wurden. Das Gewölbefresko zeigt die Kirchenpatronin Petronilla und stammt von Wolfram Köberl. Die Rosenkranzmadonna mit dem Gottvater und den Schutzengelstatuen stammen vom Kalser Bildhauer Johann Gratz.

## Verkehr und Infrastruktur
Großdorf ist verkehrsmäßig über die Kalser Straße (L 26) erschlossen. Mit öffentlichen Verkehrsmitteln ist Großdorf (Haltestelle Kals am Großglockner Taurer) mit Linienbussen der ÖBB-Postbus GmbH erreichbar, wobei die Linie 4408 das Dorf bis zu neunmal täglich an die Bezirkshauptstadt Lienz (Fahrzeit 48 Minuten) anbindet.